# Дамянова, Свободка
Свободка Дамянова-Мочева (болг. Свободка Дамянова-Мочева; род. 13 июля 1955, София) — болгарская легкоатлетка, специалистка по бегу на короткие и средние дистанции. Выступала за сборную Болгарии по лёгкой атлетике в конце 1970-х — середине 1980-х годов, чемпионка Болгарии на дистанциях 400 и 800 метров, действующая рекордсменка страны в эстафете 4 × 400 метров, участница летних Олимпийских игр в Москве.

## Биография
Свободка Дамянова родилась 13 июля 1955 года в Софии, Болгария. Занималась лёгкой атлетикой в ЦСКА.
В 1979 году в беге на 400 метров одержала победу на чемпионате Болгарии, в составе болгарской сборной стартовала на Кубке Европы в Турине, став в той же дисциплине шестой.
В 1980 году на чемпионате Европы в помещении в Зиндельфингене дошла до стадии полуфиналов на дистанции 400 метров. Благодаря череде успешных выступлений удостоилась права защищать честь страны на летних Олимпийских играх в Москве — в индивидуальном беге на 400 метров не смогла преодолеть предварительный квалификационный этап, тогда как в эстафете 4 × 400 метров совместно с Росицей Стаменовой, Маленой Андоновой и Бонкой Димовой благополучно вышла в финал, но в решающем забеге их команда сошла с дистанции.
В 1983 году в эстафете 4 × 400 метров выиграла домашние соревнования в Софии, установив при этом ныне действующий рекорд Болгарии — 3:25.81. Принимала участие во впервые проводившемся чемпионате мира по лёгкой атлетике в Хельсинки, где вместе с соотечественницами стала в той же дисциплине седьмой.
В 1984 году выиграла чемпионат Болгарии в беге на 800 метров.
В 1985 году в 800-метровой дисциплине выступила на чемпионате Европы в помещении в Пирее, финишировала пятой на Кубке Европы в Москве.